# Franz Wieser (Politiker, 1956)
Franz Wieser (* 13. Februar 1956) ist ein österreichischer Politiker (ÖVP) und Landwirt. Er war von 2009 bis 2018 Abgeordneter im Kärntner Landtag.

## Leben
Wieser ist Landwirt und lebt in Mittertrixen. Er war ab April 2008 ÖVP-Bezirksparteiobmann von Völkermarkt und wirkt in Völkermarkt als Gemeinderat. Er wurde am 28. März 2013 als Landtagsabgeordneter der 31. Gesetzgebungsperiode angelobt, nachdem er zuvor bereits seit 2009 Landtagsabgeordneter war. Er war Obmann des Ausschusses für Wirtschaft, Gewerbe, Tourismus, Land- und Forstwirtschaft, Kunst und Kultur sowie Mitglied des Ausschusses für Infrastruktur, Straßenbau und Verkehrsrecht.
2016 folgte ihm Hannes Mak als Bezirksparteiobmann der ÖVP im Bezirk Völkermarkt nach. Nach der Landtagswahl 2018 schied Wieser aus dem Landtag aus.